# Kemono
Kemono (獣 bèstia ?, també estilitzat com ケ モ ノ), és un gènere d'art i disseny japonès en el qual els personatges mostren trets animals o antropomòrfics, però actuen i parlen de manera similar o igual a la humana. Se li denomina kemono tant a fandom aficionat al gènere com als dissenys antropomòrfics àmpliament usats en dibuix, pintura, manga, anime i videojocs.
No s'ha de confondre amb el furry, d'origen nord-americà. Se'ls denomina kemoner (ケ モ ナ ー kemonā ?, kemono + er (anglès) gairebé exclusivament en japonès, a les persones aficionades al gènere.